# Burgstall Graß
Der Burgstall Graß ist eine abgegangene hochmittelalterliche Höhenburg auf 495 m ü. NHN 240 m südöstlich von Graß, einem Gemeindeteil der Gemeinde Bockhorn im Landkreis Erding in Bayern. Die Anlage liegt in einem Waldgebiet des Fuchsbergs.
Die Anlage wird als Bodendenkmal unter der Aktennummer D-1-7638-0029 als „Burgstall des hohen Mittelalters ("Grass")“ geführt. Von der Burg ist nichts erhalten.